# Alessandro Vallebona
Alessandro Vallebona (Genova, 2 marzo 1899 – Genova, 1º dicembre 1987) è stato un medico italiano specializzato in radiologia nonché inventore della stratigrafia.
Vallebona, figlio dell'Ottocento, ne conserva, come vedremo in seguito, la visione romantica della scienza; del Novecento condivide invece la necessità di portare avanti il progresso scientifico.
Nel 1925, a soli 26 anni, propose la sua prima geniale scoperta, per lo studio dello stomaco con il Metodo combinato a doppio contrasto bario-gassoso. Questa metodica permetteva uno studio analitico delle pliche mucose fino ad allora non dimostrabili; il metodo subirà una rapida diffusione a livello mondiale e sarà anche applicato a livello del colon. Nel 1928 ideò una nuova metodica per l'ingrandimento diretto dell'immagine radiologica tesa a migliorare lo studio della struttura ossea e del disegno polmonare, denominata poi Microradiografia.

## La svolta
Quello di voler perfezionare sempre di più un quadro radiologico era però un pensiero costante in Vallebona, fin quando nel 1930 realizzò la tecnica comunicata per la prima volta al Congresso Sanitario degli Ospedali Civili di Genova il 26 febbraio e il 20-22 maggio al IX Congresso Nazionale di Radiologia a Torino, con il titolo "Una modalità tecnica per la dissociazione radiografica delle ombre applicata allo studio del cranio", al quale il Prof. Aristide Busi diede la denominazione di Stratigrafia; una metodica che riusciva a rappresentare un solo strato del corpo sulla pellicola radiografica sfruttando i principi della geometria proiettiva: tutti i piani al di sopra ed al di sotto dello strato d'interesse vengono eliminati. L'invenzione di Vallebona fu quella di passare da una visione sintetica ad una analitica. Secondo una spiegazione del celebre radiologo e storico della medicina Giorgio Cosmacini:
(Giorgio Cosmacini)
Osservando il libro chiuso avremmo un'immagine confusa, invece osservando una pagina per volta potremmo riconoscere i diversi caratteri e leggerne il contenuto. 
Una delle più grandi intuizioni di Vallebona fu anche quella di capire che la stratigrafia necessiterà di un apporto tridimensionale e se non riesce a mettere in pratica questa sua idea è soltanto per l'insufficienza dei mezzi tecnici.
Alla stratigrafia del 1930, seguì la stratigrafia assiale trasversa che, risolvendo quindi il problema dello studio nella terza dimensione dello spazio, presentava al radiologo una nuova anatomia radiologica. Quest'ultima rappresentò da quegli anni in poi un grande impegno culturale per i radiologi che si preparavano così ad affrontare le due tecniche diagnostiche sviluppate da Godfrey Hounsfield nel 1970 (Tomografia Assiale Computerizzata) e da Paul Lauterbur e Peter Mansfield (Tomografia a risonanza magnetica).
I primi studi per avere una macchina diagnostica che consentisse la terza dimensione risalgono al 1929, per merito di Stephen Kieffer. Nel 1938 pubblica il primo studio geometrico di una stratigrafia assiale unidirezionale, ma la realizzazione del primo tomografo assiale è merito di Pietro Amisano nel 1944, mentre risalgono al 1947 le ricerche di Frain e Lacroix in Francia e di Vallebona in Italia; la prima applicazione sull'uomo sarà poi effettuata dallo stesso radiologo genovese nel marzo del 1947.

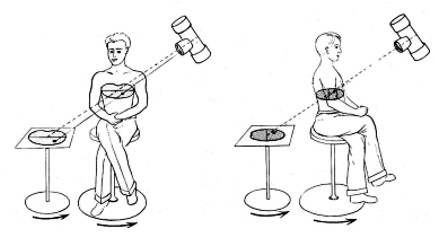
Schema del funzionamento dello Stratigrafo assiale di Vallebona

Negli anni successivi poi viene perfezionato il metodo ottenendo risultati importanti e ponendo le basi per lo sviluppo della Tomografia Assiale Computerizzata.

## Carriera Universitaria
Allievo e successore in cattedra di Vittorio Marigliano presso l'Università di Genova, Alessandro Vallebona è stato Professore Ordinario di Radiologia Medica dal 1950 al 1969. Egli rimase molto legato al Professor Marigliano, che dal 1913 fu il primo in Italia a ricoprire una delle tre cattedre di Radiologia, che allora aveva il nome di Elettroterapia Fisica, con cui ebbe il piacere di lavorare in numerosi progetti in campo internazionale; quest'ultimo fu sempre una fonte d'ispirazione per Vallebona sia dal punto di vista educativo che professionale: era solito ricordarlo ai suoi allievi come " Pioniere, Scienziato, Maestro, Martire, Uomo, Italiano", ricordando sempre che durante la prima guerra mondiale, già radioleso gravemente, accorse al fronte dove diresse una delle prime ambulanze radiologiche apparse sui fronti di battaglia.

## L'impegno scientifico
La nascita della stratigrafia fu seguita dopo pochissimi anni dalla pubblicazione di altre tecniche simili da parte di altri autori, fondate su tipi diversi di movimento dei tre elementi in gioco: tubo, paziente, lastra. Ciò dimostrava che quando un settore della scienza e della tecnica è maturo per progredire, il progresso avviene, a volte, contemporaneamente o a distanza di breve tempo, promosso da persone diverse anche di paesi diversi.
Dato il suo animo aperto a qualsiasi nuova ricerca, a mettersi sempre in gioco ma soprattutto data la sua fortissima passione per la scienza, non fece brevettare la sua invenzione:
(Alessandro Vallebona)

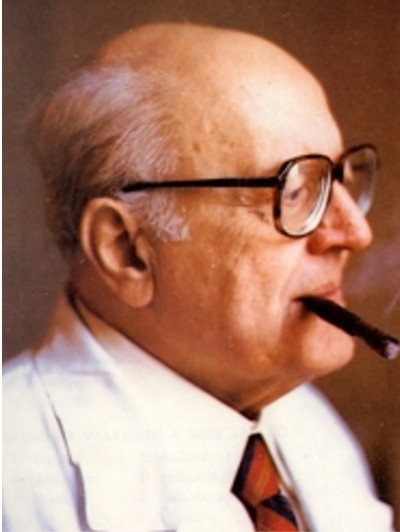
Profilo Vallebona

I semplici enunciati di Vallebona sulla stratigrafia nascondono però un'ottica geometrica complessa, che viene sviscerata da un altro allievo di Vittorio Marigliano, Stefano Bistolfi. Egli dedicò un'analisi teorica di quella metodica, definendo il significato geometrico di strato fisso. Una delle conclusioni cui portò questo studio geometrico è che essa consente di selezionare un vero strato sottile la cui sfumatura dei particolari è minima ed inferiore al limite di nitidezza pratica: stratigrafia dunque è il termine perfetto, e non planigrafia o tomografia, perché non si tratta né di piani, né di tagli, ma della vera rappresentazione di uno strato tissutale.
Nell'aprile del 1962 un comitato di radiologi internazionali, di cui faceva parte anche Vallebona, decise di adottare un termine atto a descrivere tutti i tipi di tecnica stratigrafica, poiché tutte sono collegate dallo stesso principio: Tomografia. La radiografia di una sezione di un corpo, come abbiamo già potuto vedere, viene chiamata Tomogramma.

## In campo internazionale
Autore di 370 pubblicazioni nei vari campi delle scienze radiologiche, vanno ricordati i numerosi riconoscimenti conferiti a Vallebona, come il Premio Internazionale St. Vincent per le Scienze Mediche nel 1957, la medaglia del Centro Antoine Béclère(1965) e la Roentgen-Plakette assegnatagli nel 1970 dalla città natale dello stesso Roentgen.
Inoltre, famosi sono tuttora i 5 Corsi Internazionali sulla Tomografia tenutisi nel Castello Simon Boccanegra a Genova tra il 1950 ed il 1963, perfettamente organizzati da Vallebona ed i suoi collaboratori a cui furono presenti rappresentanti di ben 42 nazioni, dal Guatemala al Sudafrica, dalla Finlandia al Pakistan. Di certo non furono questi corsi a rendere noto Vallebona in campo internazionale, anche se però dopo il 1963 non ne presenziò altri perché ormai il metodo tomografico continuò a progredire per opera dei radiologi di tutto il mondo e venne più tardi a confrontarsi con le nuove tomografie degli anni '70 ed '80.

## La passione di una vita
Una visione panoramica dei temi di studio sviluppati nell'arco di un mezzo secolo rivela un precoce interesse per la Radiobiologia sperimentale e per la Radiumterapia. Importanti furono i lavori di Vallebona sui rapporti fra grandezza del campo irradiato e intensità della reazione biologica.
Lo studio del rapporto dose/tempo in Radiobiologia e Radioterapia fu sempre incoraggiato da Vallebona nei suoi allievi. Egli arrivò infatti, con il loro aiuto, ad indicare i concetti di cronodose, cronodose eritema, biodose, termini che gli permisero di definire il Metodo Cronobiodosimetrico. Le conclusioni di quelle ricerche anticiparono di quarant'anni quanto poi si attuò in campo internazionale nella scelta della sequenza fra raggi X e calore a scopo ipertermico-radioterapico. E ancora, con un'intuizione che precede di quarant'anni la tecnica di LeVeen per l'ipertermia delle neoplasie polmonari a mezzo di radiofrequenze, Vallebona realizza con Adolfo Massazza un Metodo di concentrazione profonda delle onde corte.

## Riconoscimenti
Non c'è cosa più bella che concludere la storia di Alessandro Vallebona con il discorso con la quale Luigi Riccio lo ricordava, in occasione dell'incontro commemorativo a suo nome nel 1988:
Così io ricordo il mio Maestro, il grande Maestro della Radiologia Italiana, davanti al Suo mare; quel mare che gli fu tanto caro in gioventù, quel mare che contemplato dalla terrazza della Sua dimora gli fu di conforto e di compagnia nella lunga serena vecchiaia»
(Luigi Riccio)